# Symplocos melanochroa
Symplocos melanochroa är en tvåhjärtbladig växtart som beskrevs av Herman Otto Sleumer. Symplocos melanochroa ingår i släktet Symplocos och familjen Symplocaceae. Inga underarter finns listade i Catalogue of Life.